# Selwyn Selwyn-Clarke
Percy Selwyn Selwyn-Clarke (1893–1976) fue un político director de Servicios Médicos, Hong Kong, 1937–1943, y gobernador de las Seychelles, 1947–1951.

## Biografía
Nacido en North Finchley, Londres en diciembre de 1893 con el nombre de Percy Selwyn Clarke. Educado en Bedales. Ingresó a la Escuela de Medicina del Hospital St Bartholomew's en Londres, en 1912 y se graduó en 1916. Sirvió como oficial médico en dos unidades diferentes en Francia, durante la Primera Guerra Mundial, fue herido dos veces y le fue concedida la Cruz Militar en 1918. Entró al Servicio Médico Colonial y fue destinado a la Costa de Oro, actual Ghana, en 1919. 
Se casó con Hilda Browning, en 1935. Del matrimonio nació una hija, Mary, en 1936. Selwyn-Clarke fue trasladado a Hong Kong como Director de Servicios Médicos, 1937–1943. Fue encarcelado y mantenido en confinamiento solitario y torturado durante un largo período, por el ejército japonés invasor de China. Fue sentenciado a muerte pero la sentencia no se cumplió y, después de largo tiempo, fue exonerado. 
Posteriormente, fue transferido a las islas Seychelles como Gobernador. En 1951 regresó a Londres. Durante cinco años, hasta su retiro, volvió a trabajar en el Ministerio de Salud británico y, luego de su retiro, trabajó en varias actividades de beneficencia, entre otras, en el bienestar de los prisioneros. En 1973 escribió un libro autobiográfico, Footprints, (Huellas de Pasos) que, irónicamente, fue editado en Hong Kong por una editorial japonesa. 
Sir Percy Selwyn Selwyn-Clarke murió en Hampstead, Londres el 13 de marzo de 1976, habiendo donado su cuerpo, para fines de investigación científica, al Hospital St. Bartholomew's.